# Liste de statues équestres de Tchéquie
Cet article recense les statues équestres en République tchèque.

## Liste
| Œuvre                                      | Auteur                                | Commune           | Localisation                   | Notes                                                                        | Installation | Coordonnées                       | Illustration                                                  |
| ------------------------------------------ | ------------------------------------- | ----------------- | ------------------------------ | ---------------------------------------------------------------------------- | ------------ | --------------------------------- | ------------------------------------------------------------- |
| Statue équestre de Jobst de Moravie        | Jaroslav Róna (en)                    | Brno              |                                | Jobst de Moravie                                                             | 2015         | à géolocaliser                    | Image manquante                                               |
| Statue équestre de Jan Žižka               | Karel Dvořák (cs)                     | České Budějovice  |                                | Jan Žižka                                                                    | 1940         | 48° 58′ 18″ nord, 14° 28′ 56″ est | Statue équestre de Jan Žižka, České Budějovice                |
| Statue équestre de François Ier d'Autriche | Josef Max (en)                        | Františkovy Lázně |                                | François Ier. Réplique de la statue équestre de la fontaine Kranner          | 2002         | 50° 07′ 15″ nord, 12° 21′ 02″ est | Statue équestre de François Ier d'Autriche, Františkovy Lázně |
| Statue équestre                            |                                       | Karlovy Vary      | Villa Lützow                   | Baron von Lützow                                                             |              | 50° 13′ 26″ nord, 12° 53′ 08″ est | Statue équestre, Karlovy Vary                                 |
| Statue équestre de Tomáš Masaryk           | Petr Novák                            | Lány              |                                | Tomáš Masaryk                                                                | 2010         | 50° 07′ 34″ nord, 13° 57′ 19″ est | Statue équestre de Tomáš Masaryk, Lány                        |
| Statue équestre de saint Georges           | Josef Mistr                           | Miletín           |                                | Georges de Lydda                                                             | 1892         | 50° 24′ 15″ nord, 15° 40′ 56″ est | Statue équestre de saint Georges, Miletín                     |
| Seigneur à cheval                          | Michal Jára                           | Miletín           |                                |                                                                              | 2010         | 50° 24′ 58″ nord, 15° 40′ 56″ est | Seigneur à cheval, Miletín                                    |
| Statue équestre                            |                                       | Neratovice        |                                |                                                                              |              | 50° 15′ 41″ nord, 14° 31′ 27″ est | Statue équestre, Neratovice                                   |
| Statue équestre de saint Venceslas         |                                       | Olešnice          |                                | Venceslas Ier de Bohême                                                      |              | 49° 33′ 26″ nord, 16° 25′ 18″ est | Statue équestre de saint Venceslas, Olešnice                  |
| Fontaine Jules César (pl)                  | Jan Jiří Schauberger (cs)             | Olomouc           |                                | Jules César                                                                  | 1724         | 49° 35′ 38″ nord, 17° 15′ 08″ est | Fontaine Jules César, Olomouc                                 |
| Statue équestre de Georges de Bohême       | Bohuslav Schnirch (en)                | Poděbrady         |                                | Georges de Bohême                                                            | 1896         | 50° 08′ 33″ nord, 15° 07′ 06″ est | Statue équestre de Georges de Bohême, Poděbrady               |
| Statue équestre de saint George (cs)       | Georg et Martin de Cluj (de)          | Prague            | Château de Prague              | Georges de Lydda                                                             | 1373         | 50° 05′ 25″ nord, 14° 24′ 01″ est | Statue équestre de saint George, Prague                       |
| Statue équestre de Jaroslav Hašek (en)     | Karel Nepraš (cs), Karolina Neprašová | Prague            | Žižkov                         | Jaroslav Hašek                                                               | 2005         | 50° 05′ 11″ nord, 14° 27′ 09″ est | Statue équestre de Jaroslav Hašek, Prague                     |
| Fontaine Kranner                           | Josef Max (en)                        | Prague            | Rives de la Vltava             | François Ier                                                                 | 1850         | 50° 04′ 59″ nord, 14° 24′ 49″ est | Fontaine Kranner, Prague                                      |
| Kůň                                        | David Černý                           | Prague            | Palais Lucerna                 |                                                                              |              | à géolocaliser                    | Kůň, Prague                                                   |
| Statue équestre de saint Venceslas (cs)    | Jan Bendl                             | Prague            | Vyšehrad                       | Venceslas Ier de Bohême                                                      | 1677         | 50° 03′ 57″ nord, 14° 25′ 03″ est | Statue équestre de saint Venceslas, Prague                    |
| Statue équestre de saint Venceslas         | Josef Václav Myslbek                  | Prague            | Place Venceslas                | Venceslas Ier de Bohême                                                      | 1912         | 50° 04′ 36″ nord, 14° 25′ 47″ est | Statue équestre de saint Venceslas, Prague                    |
| Statue équestre de saint Venceslas         | Josef Václav Myslbek                  | Prague            | Parc du monastère de Zbraslav  | Venceslas Ier de Bohême. Maquette de la statue érigée sur la place Venceslas |              | 49° 58′ 40″ nord, 14° 23′ 34″ est | Statue équestre de saint Venceslas, Prague                    |
| Mémorial national de Vítkov                | Bohumil Kafka                         | Prague            | Žižkov                         | Jan Žižka                                                                    | 1950         | 50° 05′ 07″ nord, 14° 26′ 57″ est | Mémorial national de Vítkov, Prague                           |
| Statue équestre de Jan Žižka               | Bohumil Kafka                         | Přibyslav         |                                | Jan Žižka                                                                    | 1957         | à géolocaliser                    | Statue équestre de Jan Žižka, Přibyslav                       |
| Statue équestre de saint Georges           |                                       | Slavhostice       |                                | Georges de Lydda                                                             |              | 50° 18′ 34″ nord, 15° 20′ 33″ est | Statue équestre de saint Georges, Slavhostice                 |
| Statue équestre de saint George            |                                       | Stožice           | Libějovické Svobodné Hory (cs) | Georges de Lydda                                                             | 1861         | 49° 06′ 40″ nord, 14° 07′ 36″ est | Statue équestre de saint George, Stožice                      |